# Гинтер Никел
Гинтер Никел (Минхен, 24. март 1946) био је западнонемачки атлетичар специјалиста за трке са препонама.

## Спортска биографија
Прву међународну медаљу освоји је у Мадриду 1968 на Европским играма у дворани. Такмичио се у трци на 50 метара са препонама и био други иза Италијана Едија Отоза. На 1. Европском првенству у дворани 1970. у Бечу постај је први европски првак у дворани у дисциплици 60 м препоне.
На такмичењу у Мајнцу 31. јануара 1970, поставио је нови светски рекорд на 60 м препоне са 7,62. Редкорд још није ратификован од стране ИААФ.
Након завршеткаљ атлетске каријере Никл је покушао још једну као боб пилот у бобу двоседу и завршио пети на Светском првенству у бобу 1974. у Сент Морицу, заједно са Хорст Флотом]. Никел је студирао права, а касније је постао менаџер. Његова супруга, бивша не-олимпијски препонашица Урсула Шалик је вајар у бронзи.